# Linus Torvalds
Linus Benedict Torvalds (n. 28 decembrie 1969, Helsingfors, Finlanda) este un inginer software finlandez, care a început dezvoltarea nucleului sistemului de operare Linux, iar astăzi este coordonator la proiectul de dezvoltare al acestuia. Inspirat de sistemul de operare demonstrativ Minix creat de Andrew Tanenbaum, Linus a dorit să aibă propriul sistem UNIX pe PC-ul de acasă. Nucleul dezvoltat de el se află sub licența GNU General Public License.

## Biografie
Linus Torvalds s-a născut la Helsinki, Finlanda, fiul jurnaliștilor Anna și Nils Torvalds, vorbitori de limbă suedeză, și nepotul poetului Ole Torvalds. Numele de familie Torvalds a fost adoptat de bunicul lui Linus, poetul Ole Torvalds. Prenumele Linus a fost inspirat părinților de personalitatea savantului american Linus Pauling, laureat al premiului Nobel pentru chimie în 1954 și cunoscut militant pentru dezarmare nucleară.
Leo Toerngvist, bunicul dinspre mamă, profesor de statistică la Universitatea din Helsinki a fost cel care i-a cumpărat un calculator și l-a încurajat să învețe să-l programeze. Astfel se face că la 12 ani Linus deja programa jocuri iar mai târziu a ales să studieze informatica la Universitatea din Helsinki. A absolvit cursurile acestei universități în 1996, obținând un masterat în informatică, cu teza intitulată Linux: un sistem de operare portabil.